# Hermafroditismo
O hermafroditismo (forma adjetiva: hermafrodita), ou monoicia (forma adjetiva: monoico), se refere ao fenômeno no qual o mesmo indivíduo pode funcionar tanto como macho ou fêmea, ou seja, cada animal pode conter ovários e testículos e, desse modo, é capaz de produzir ovócitos e espermatozoides (ainda que não necessariamente ao mesmo tempo). Quando os gametas masculinos e femininos estão presentes ao mesmo tempo no animal, diz-se esse ser “hermafrodita simultâneo”, mas em outros casos existe uma reversão do sexo funcional durante o ciclo de vida e o animal é dito “hermafrodita sequencial”.

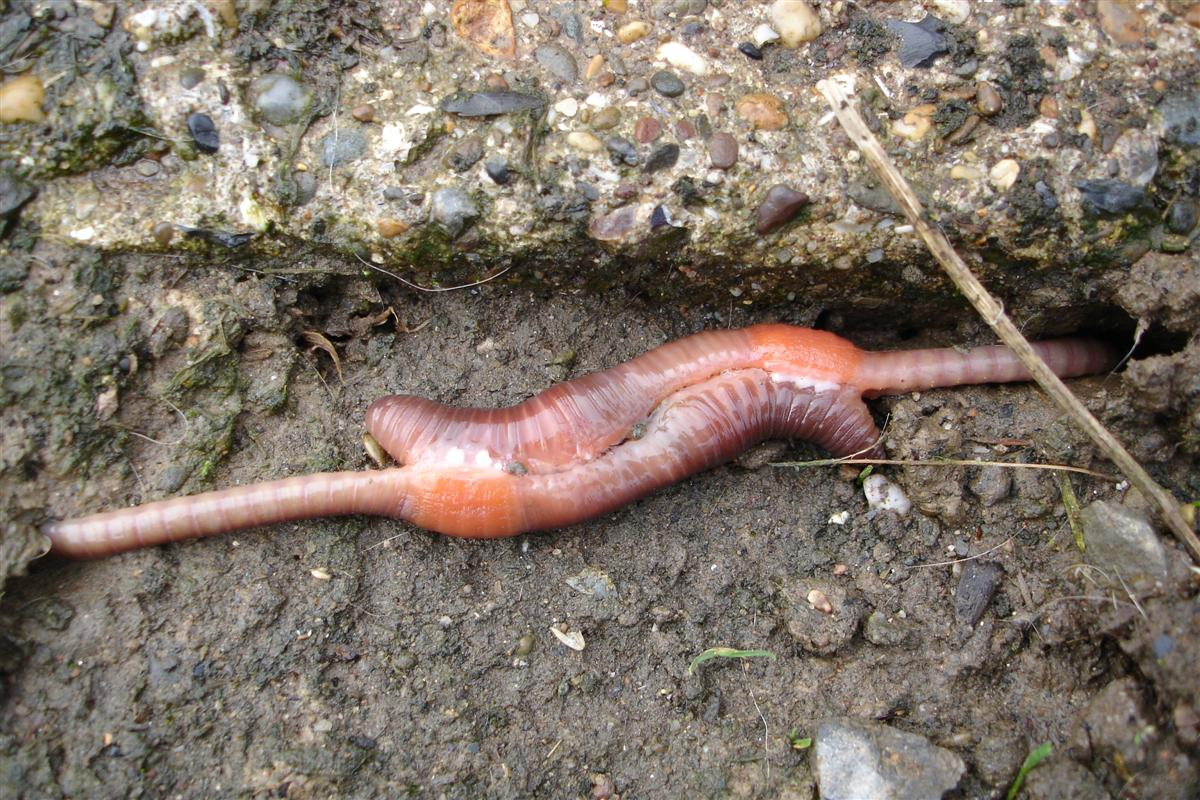
Indivíduos hermafroditas (Oligochaeta) realizando fecundação cruzada. (Autor:Jackhynes).

Dentro do hermafroditismo sequencial, podemos encontrar o hermafroditismo sequencial protândrico, ou simplesmente protandria (do grego, proto, “primeiro”; e andro, “macho”), por meio da qual um indivíduo é primeiramente um macho funcional, mas depois torna-se uma fêmea funcional,por meio de alterações sexuais, ao longo da vida. Além disso, também há a situação contrária, que é menos comum, onde o indivíduo primeiramente é fêmea e depois se torna macho, sendo conhecida como hermafroditismo sequencial protogínico, ou, simplesmente protoginia (do grego, gynos, “fêmea”).

## Hermafroditismo em invertebrados

### Filo Porifera
A reprodução sexual dos integrantes do filo porifera apresenta uma série de característica peculiares. Existem tanto espécies hermafroditas, como gonocoristas, embora a maioria delas seja hermafrodita, produzindo espermatozoides e óvulos,  em épocas diferentes. Esse hermafroditismo sequencial pode adquirir a forma de protoginia ou protandria, e a mudança de sexo pode ocorrer apenas uma vez, ou o organismo pode alternar repetidamente entre as formas masculinas e femininas. Em algumas espécies, os organismos parecem ser permanentemente machos ou fêmeas. Em outras, alguns organismos  são permanentemente gonocoristas, enquanto outros, da mesma população, são hermafroditas.
Em todos os casos, a fecundação cruzada  provavelmente é regra. Os óvulos e espermatozoides originam-se a partir de coanócitos e arqueócitos. A produção de gametas, dependendo das espécies, parece ter início devido à temperatura da água, fotoperiodismo ou regressão celular. Os espermatozoides abandonam a esponja através das correntes de água e penetram em outras esponjas da mesma forma. Depois do espermatozoide ter chegado a uma câmara flagelada, ele penetra em coanócito, que o transporta para um óvulo. Quando a célula transportadora e seu espermatozoide atingem o óvulo, a célula transportadora se funde a ele e transfere seu espermatozoide.

### Filo Cnidaria

#### Subfilo Anthozoaria

##### Classe Anthozoa
Os antozoários são tipicamente gonocoristas, embora a maioria dos corais escleractíneos seja hermafrodita. As espécies hermafroditas são protândricas.
O hermafroditismo é mais comum nos antozoários do que nos Medusozoa, mas as colônias podem conter pólipos machos e fêmeas, ouhermafroditas de acordo com a espécie. É muito comum a existência de hermafroditismo sequencial, ou seja, separação temporal na produção de gametas masculinos e femininos, em um mesmo indivíduo.

#### Subfilo Medusozoa

##### Classe Hydrozoa
Os Hydrozoa se reproduzem sexuadamente, sendo a maior parte das espécies gonocóricas.

##### Classe Scyphozoa
Com poucas exceções, os cifozoários são dioicos.

### Filo Ctenophora
Com exceção de duas espécies gonocóricas de Ocyropsis, todas as espécies de ctenóforos são hermafroditas.
As gônadas se formam nas paredes dos canais meridionais, ou em seus divertículos, e os gametas femininos ficam de um lado e os masculinos, de outro. Os gametas são liberados para o meio exterior pelos gonodutos e gonóporos (um, dois, ou mais poros, conforme a espécie). Os óvulos são liberados logo após os espermatozoides. A fecundação é, portanto, externa, havendo grande possibilidade de autofecundação. Contudo, fecundação cruzada certamente ocorre, sobretudo entre as espécies que formam agregações.

### Filo Xenacoelomorpha
A maioria dos acelos é constituída de hermafroditas simultâneos, embora alguns sejam protândricos. Os ovários e testículos podem ou não ser pareados, mas os testículos geralmente são dorsais e os ovários, ventrais.

### Filo Chaetognatha
Os quetognatos são hermafroditas com um par de ovários, no tronco, e outro de testículos, na cauda. Os grupos de espermatogônias são liberados dos testículos, no celoma da cauda, onde circulam, enquanto os espermatozoides maturam.

### Filo Platyhelminthes

#### Classe Turbellaria
Todos os turbelários, exceto por poucas espécies parasitas especializadas, são hermafroditas.
As gônadas são em forma de saco e encerradas em um epitélio, sendo, dessa forma, separadas, do parênquima circundante. Os sistemas masculinos e feminino são complexos e variáveis, porém podem ser generalizados. A parte masculina do sistema consiste em um par de testículos, cada um dos quais leva a um duto espermático, uma vesícula seminal (uma bolsa para armazenar seu próprio esperma) e um pênis (órgão copulador). A parte feminina é especializada, com um gonóporo (vagina), bursa copulatória e receptáculo seminal.
Reproduzem-se por meio de copulação e fertilização internas. Produzem poucos ovos e têm desenvolvimento indireto, com larva planctônica.

#### Classe Trematoda
Como os platelmintos de vida livre, os trematódeos são hermafroditas e, geralmente, fazem fecundação cruzada mútua. A autofecundação ocorre apenas em casos raros.
O sistema masculino inclui uma quantidade variável de testículos (em geral, muitos, nos trematódeos e monogêneos, e dois em digêneos), mas todos drenam para um espermoduto comum, que leva a um aparelho copulatório, geralmente um cirro eversível.
O sistema reprodutor feminino, geralmente, tem um único ovário, ligado por um oviduto curto à região conhecida como oótipo.

#### Classe Monogenea
Os Monogenea são hermafroditas, mas incapazes de autofecundação. O sistema masculino pode apresentar testículo único e pós-ovariano, ou múltiplos testículos intercecais. O sistema feminino é formado por ovário, com formato variado, oviduto, que pode circundar o ceco direito, receptáculo seminal, oótipo pouco diferenciado, glândulas de Mehlis e útero.

#### Classe Cestoda
Como outros platelmintos, os cestóides são hermafroditas e fazem fecundação cruzada mútua, quando existem parceiros sexuais disponíveis. Contudo, alguns cestóides são conhecidos por sua capacidade de autofecundação. 
Os testículos são numerosos. Alguns estão dispersos por todo o mesênquima, mas a maioria concentra-se ao longo das margens laterais. Túbulos coletores levam dos testículos a um único espermoduto enrolado, que se estende lateralmente (na forma de uma vesícula seminal), até um cirro, abrigado dentro de um saco do cirro muscular. O sistema masculino se abre para um átrio genital comum.
O sistema feminino geralmente inclui dois ovários, dos quais um oviduto se estende para um oótipo circundado pelas glândulas de Mehlis. O útero é um saco em fundo cego, ramificado que se estende do oótipo. Um ducto estende-se do gonóporo feminino, no átrio genital, para o oviduto; sua junção com o oviduto, perto do tubo, é dilatada na forma de um receptáculo seminal. A parte do ducto que está perto do átrio genital é chamada vagina.

### Filo Gastrotricha
A maioria das espécies de gastrótricos é hermafrodita, ou mostra uma combinação hermafrodita-partenogenética. O sistema masculino inclui um ou dois testículos, com espermodutos associados, que levam a um ou dois gonóporos ventrais pareados. O sistema feminino inclui um ou dois ovários, na região posterior do corpo.

### Filo Nemertea
A maioria dos integrantes do filo Nemertea são dioicos, existindo hermafroditismo principalmente entre os hoplonemertinos terrestres e de água doce. O sistema reprodutor é simples.

### Filo Mollusca

#### Classe Solenogastres/Neomeniomorpha
Os Solenogastres apresentam uma única gônada dorsal, que se abre no pericárdio, em cuja região posterior inicia-se um ducto (celomoduto), que transporta os gametas para a cavidade palial. Esses animais são hermafroditas protândricos, ou seja, a gônada produz gametas masculinos, quando os animais são jovens, e gametas femininos, quando mais velhos.

#### Classes Caudofoveata, Polyplacophora, Monoplacophora, Cephalopoda e Scaphopoda
Os Caudafoveata, Polyplacophora, Monoplacophora, Cephalopoda e Scaphopoda são dioicos.

#### Classe Gastropoda
A maioria dos gastrópodes é dioica, mas algumas espécies são hermafroditas simultâneos, protândricos ou partenogênicos.
Os opistobrânquios são hermafroditas simultâneos, com um extraordinário complexo de estruturas reprodutivas. Alguns nudibrânquios são hermafroditas protândricos. A cópula dos opistobrânquios é recíproca, ou seja, um insere o pênis no poro feminino do outro, havendo uma troca mútua de espermatozoides. Os ovos fecundados são depositados no ambiente, em cordões, ou fitas envoltas por uma grossa matriz gelatinosa.

#### Classe Bivalvia
Os bivalves podem ser gonocóricos ou hermafroditas, sendo a maioria gonocórica.

### Filo Annelida
Os integrantes do filo Annelida são primitivamente animais gonocóricos, que liberam gametas através dos seus metanefrídios. As gônadas segmentares são agregados submesoteliais de células germinativas, que são liberadas e armazenadas nas cavidades celômicas (em indivíduos sexualmente maduros, as cavidades celômicas encontram-se completamente preenchida por gametas). A maioria dos anelídeos é gonocorística. O hermafroditismo é conhecido em alguns sabelídeos, serpulídeos, certos nereídeos de água doce e, em casos isolados, em outros clados, mas é encontrado principalmente em todos os clitelados.

#### Classe Polychaeta
A maioria dos poliquetos é gonocórica, existem alguns anelídeos poliquetos hermafroditas, incluindo muitos vermes sabelídeos e serpulídeos. Na maioria desses, os segmentos abdominais anteriores produzem óvulos e os posteriores produzem espermatozoides. Entretanto, em Branchiomma, os espermatozoides e os óvulos são formados nos mesmos segmentos. Os raros casos de poliquetas hermafroditas são considerados especializações secundárias, uma vez que o grupo é primordialmente dioico. Em casos ainda mais raros, pode ocorrer protandria ou protoginia.

#### Classe Clitellata

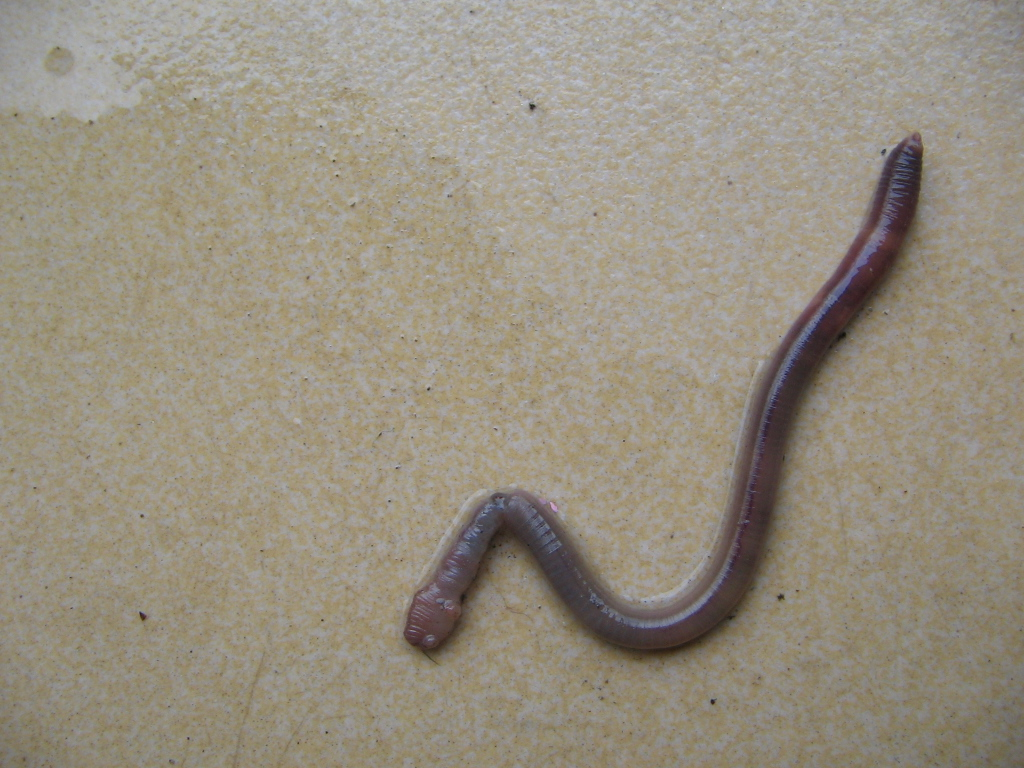
Oligochaeta sp. (Autor: Yosri).

##### Subclasse Oligochaeta
Os oligoquetos são todos hermafroditas, possuindo gônadas distintas e bem desenvolvidas, e número de segmentos reprodutivos bastante limitado, ou seja, as gônadas são restritas a alguns segmentos genitais.
Na maioria dos grupos aquáticos, geralmente, observa-se um segmento ovariano e outro testicular. Em famílias terrestres, podem existir dois segmentos masculinos. Os segmentos reprodutores encontram-se na metade anterior do verme, e o segmento ou segmentos femininos estão localizados atrás dos  masculinos. A localização exata dos segmentos férteis ao longo do tronco varia nas diferentes famílias.
Os ovários e testículos, sempre aos pares, estão situados nos segmentos férteis, na parte inferior do septo anterior, e se projetam no celoma. Como nos poliquetas, os gametas são liberados pelas gônadas como gametogônias e a maturação ocorre principalmente no celoma, onde os gametas não estão aderidos. Entretanto, nas minhocas, os óvulos desprendem-se como oócitos.
Apesar da maturação dos gametas se completar no celoma, ela se restringe tipicamente a bolsas celomáticas especiais, chamadas vesículas seminais (para os espermatozoides) e ovissacos (para os óvulos). Ambos têm origem como evaginações dos septos reprodutores, mas o número, tamanho e posição são variáveis. Por exemplo, nos naidídeos, nos quais só existe um par de testículos, existe também só um par de vesículas seminais muito grandes, que se projetam para trás, a partir do septo posterior do segmento masculino e penetram nos quatro segmentos subsequentes. Os tubificídeos possuem, além disso, um segundo par de vesículas seminais menores, que surgem do septo anterior do segmento masculino e se projetam para frente, no segmento precedente.
Em Lumbricus, existem dois segmentos masculinos, com três pares de vesículas seminais. Um par se prolonga para trás, a partir do septo posterior de cada um dos dois segmentos masculinos, e um par se projeta para frente, a partir do septo anterior do primeiro segmento masculino. Os membros de muitas espécies de Enchytraeidae e Moniligastridae não têm vesícula seminal.

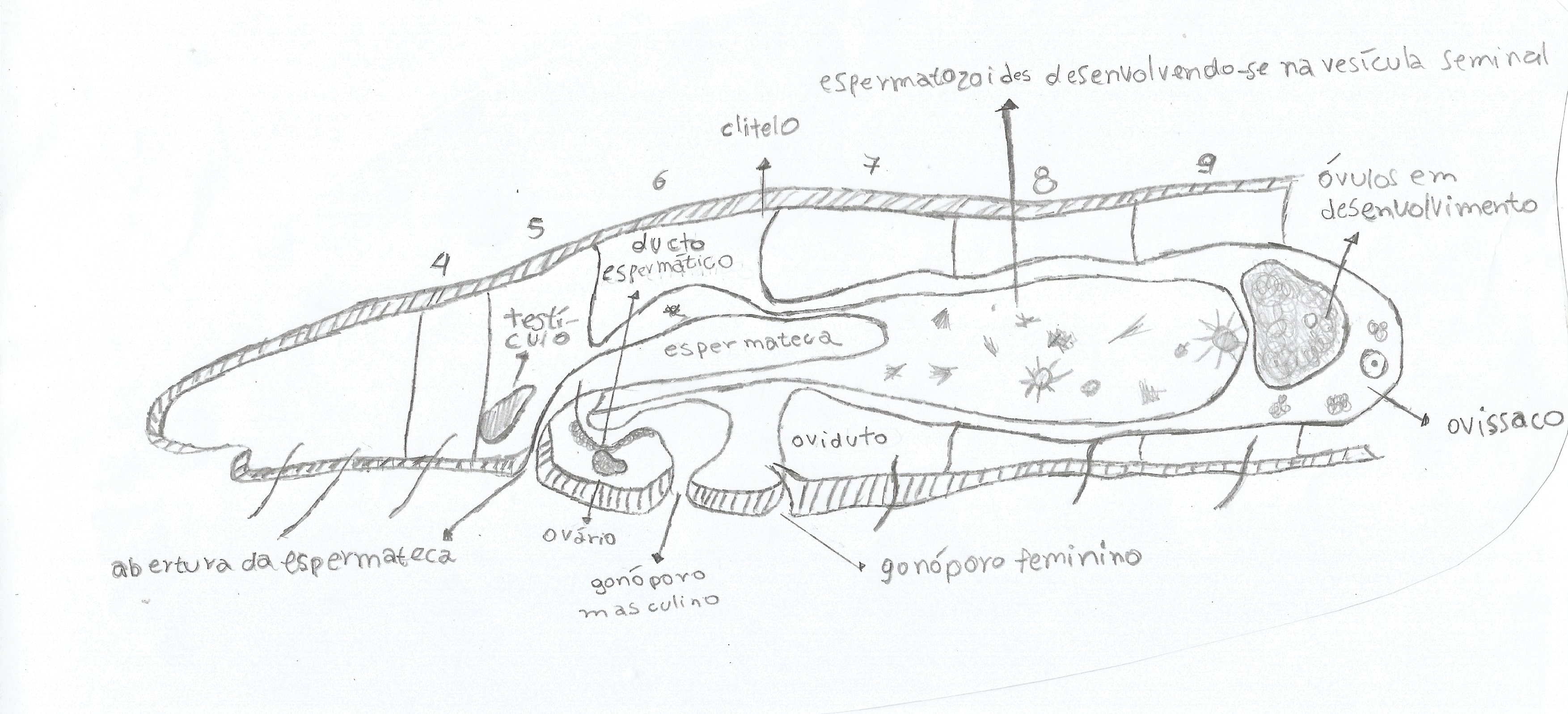
Sistema reprodutor de um Naididae (vista lateral), modificado de Barnes (1990).

Os ovissacos se parecem muito com as vesículas seminais, mas como geralmente encontra-se apenas um segmento ovariano, existe tipicamente apenas um par de ovissacos. O par de ovissacos se projeta para trás, a partir do septo posterior do segmento ovariano único. Os enquitreídeos não possuem ovissacos, mas nos naidídeos e tubificídeos, estes são grandes e se prolongam por vários segmentos. Nos oligoquetas terrestres são pequenos, ou, às vezes, ausentes.
Os segmentos reprodutores, masculinos ou femininos, estão providos de um par de dutos, ovidutos ou ductos espermáticos, ou deferentes, para a saída dos espermatozoides ou óvulos. A abertura interna tem lugar através de um funil ciliado, localizado no septo posterior do segmento fértil. A partir do funil, estende-se um túbulo em direção posterior, que penetra no septo e passa através de um ou mais segmentos, antes de abrir-se na superfície ventral do corpo. O túbulo é, pelo menos parcialmente ciliado.
O ducto espermático pode ser enrolado ou reto, como nos lumbricídeos. Além disso, nas minhocas, os dois pares de ductos espermáticos, em cada do lado do corpo, geralmente confluem antes de abrir-se ao exterior, através de um poro genital masculino comum e único, o qual apresenta bordas elevadas ou lábios. Em algumas espécies aquáticas, o átrio é uma simples câmara, mas em muitas outras espécies ele se modifica em diversas formas, para atuar na copulação. O átrio pode conter um pênis, ou uma área eversível da parede do corpo, ou pseudo-pênis. Os tecidos glandulares, denominados glândulas prostáticas, estão comumente associados aos gonodutos masculinos. Em algumas minhocas megascolecídeas, as glândulas prostáticas não estão associadas ao vaso deferente, e abrem-se separadamente na superfície ventral do segmento adjacente àquele que tem gonóporos masculinos. A maioria das minhocas lumbricídeas não possui próstata.

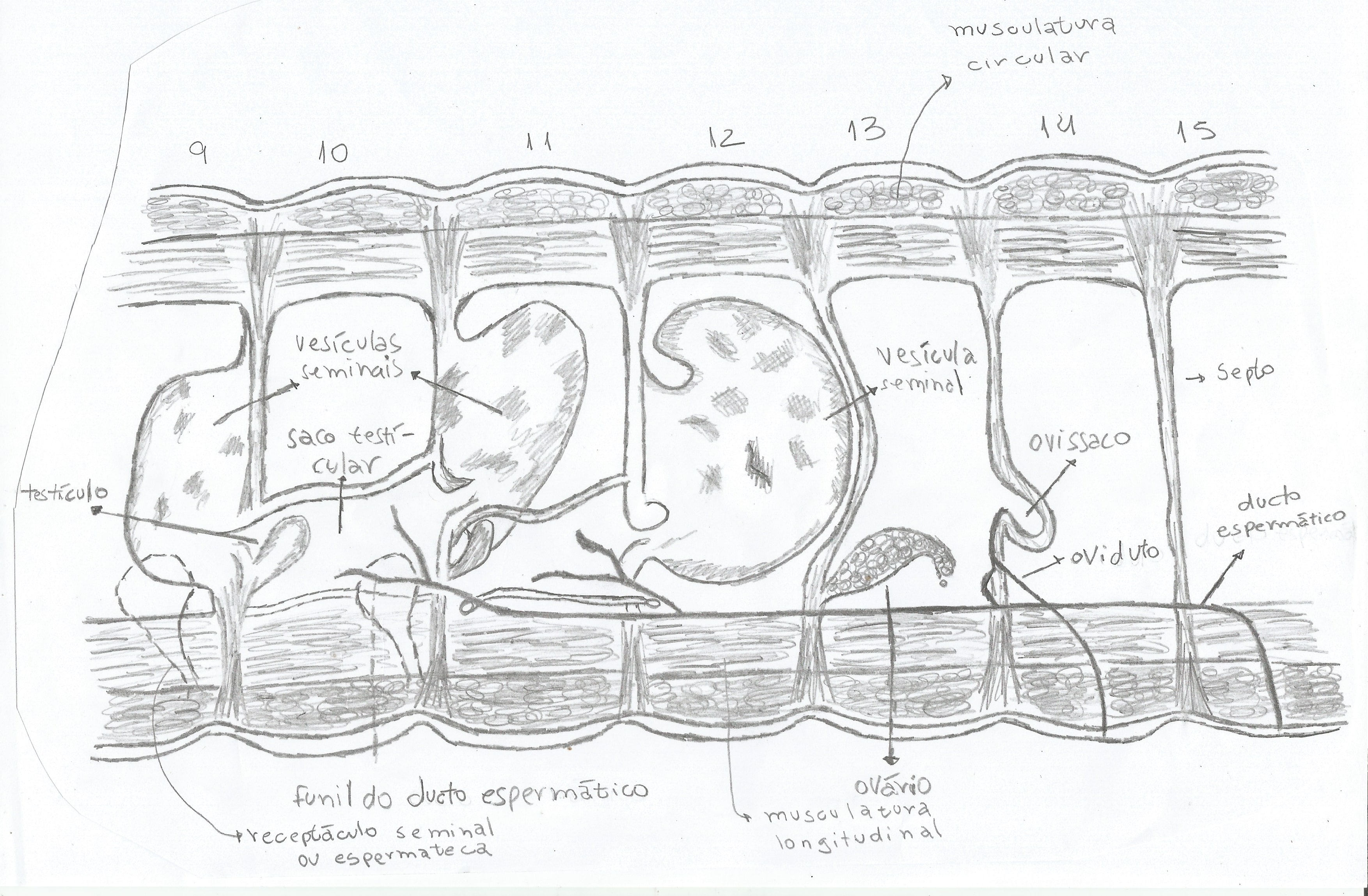
Segmentos reprodutores da minhoca Lumbricus (vista lateral), modificado de Barnes (1990).

Apesar de serem organizados no mesmo plano que os ductos espermáticos, os ovidutos são menores e mais simples, e abrem-se através de dois poros genitais femininos, localizados no segmento seguinte ao ovariano. As espermatecas (receptáculos seminais) fazem parte do sistema reprodutor feminino, mas estão completamente separadas dos gonodutos femininos. Estas câmaras de armazenamento de espermatozoides do outro parceiro são simples pares de sacos, que geralmente se abrem na superfície ventral do segmento onde estão. O número de espermatecas varia de um a muitos pares, estando cada par em um segmento distinto. Apesar de estarem geralmente localizados em certos segmentos anteriores ao segmento ovariano, a posição exata é variável.
Em algumas espécies terrestres, incluindo Lumbricus, o segmento masculino está dividido de maneira que os testículos, o ducto espermático e as aberturas das vesículas seminais encontram-se encerrados em um compartimento ventral especial, chamado de saco testicular. O saco testicular é completamente separado da porção restante da cavidade celomática, por isso, os testículos não são visíveis durante a dissecação dorsal normal.
O plano geral do sistema reprodutor dos oligoquetas é relativamente uniforme, mas são extremamente variáveis os números das diversas estruturas e os segmentos nos quais se abrem os poros genitais. Esta variação é de considerável importância, na taxonomia dos oligoquetas.

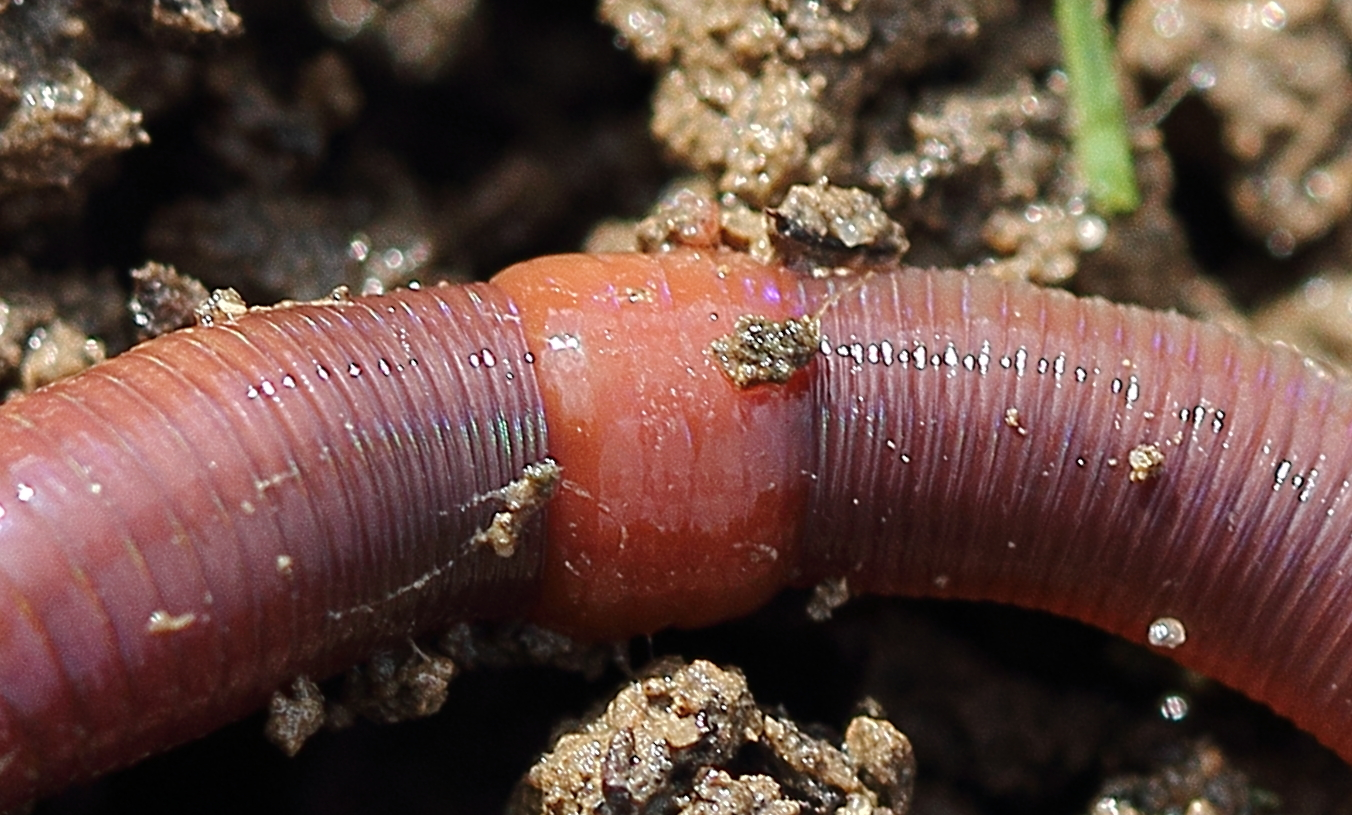
Close-up de um clitelo de uma minhoca da espécie Lumbricus rubellus. (Autor: Holger Casselmann).

###### Clitelo
O clitelo é uma estrutura reprodutora característica dos oligoquetas. Ele inclui alguns segmentos adjacentes, nos quais a epiderme se apresenta intumescida, com glândulas unicelulares, que formam um cinturão, que envolve parcial ou totalmente o corpo do verme, da porção dorsal para baixo. O número de segmentos que compõem o clitelo varia consideravelmente; em muitas formas aquáticas, eles ocupam dois segmentos, em Lumbricus, 6 ou 7, e em alguns Glossoscolecidae, até 60. Nas espécies, aquáticas e nas minhocas megascolecídeas, o clitelo geralmente se localiza na região em que estão os poros genitais; nos lumbricídeos, o clitelo encontra-se em posição bastante posterior, em relação aos gonóporos. O grau de desenvolvimento do clitelo varia não apenas de um grupo para outro, mas também segundo as estações do ano. Em espécies aquáticas, o clitelo pode ter espessura de apenas uma célula, enquanto em muitas minhocas, forma um cinturão espesso. O desenvolvimento do clitelo geralmente coincide com maturidade sexual mas, em alguns vermes, somente se manifesta conspicuamente durante a época de reprodução.

Integrantes do grupo Oligochaeta realizando fecundação cruzada. (Autor: Ryan Hodnett).

As glândulas do clitelo produzem muco para a copulação, secretam a parede do casulo e albumina, na qual os ovos são depositados com o casulo. Nas minhocas, as glândulas que executam estas três diferentes funções formam três camadas distintas. As grandes glândulas secretoras de albumina formam a camada mais espessa e profunda; as glândulas mucosas fazem parte da camada superficial. Em indivíduos imaturos, o clitelo é, às vezes, pouco visível.

###### Cópula e liberação dos gametas

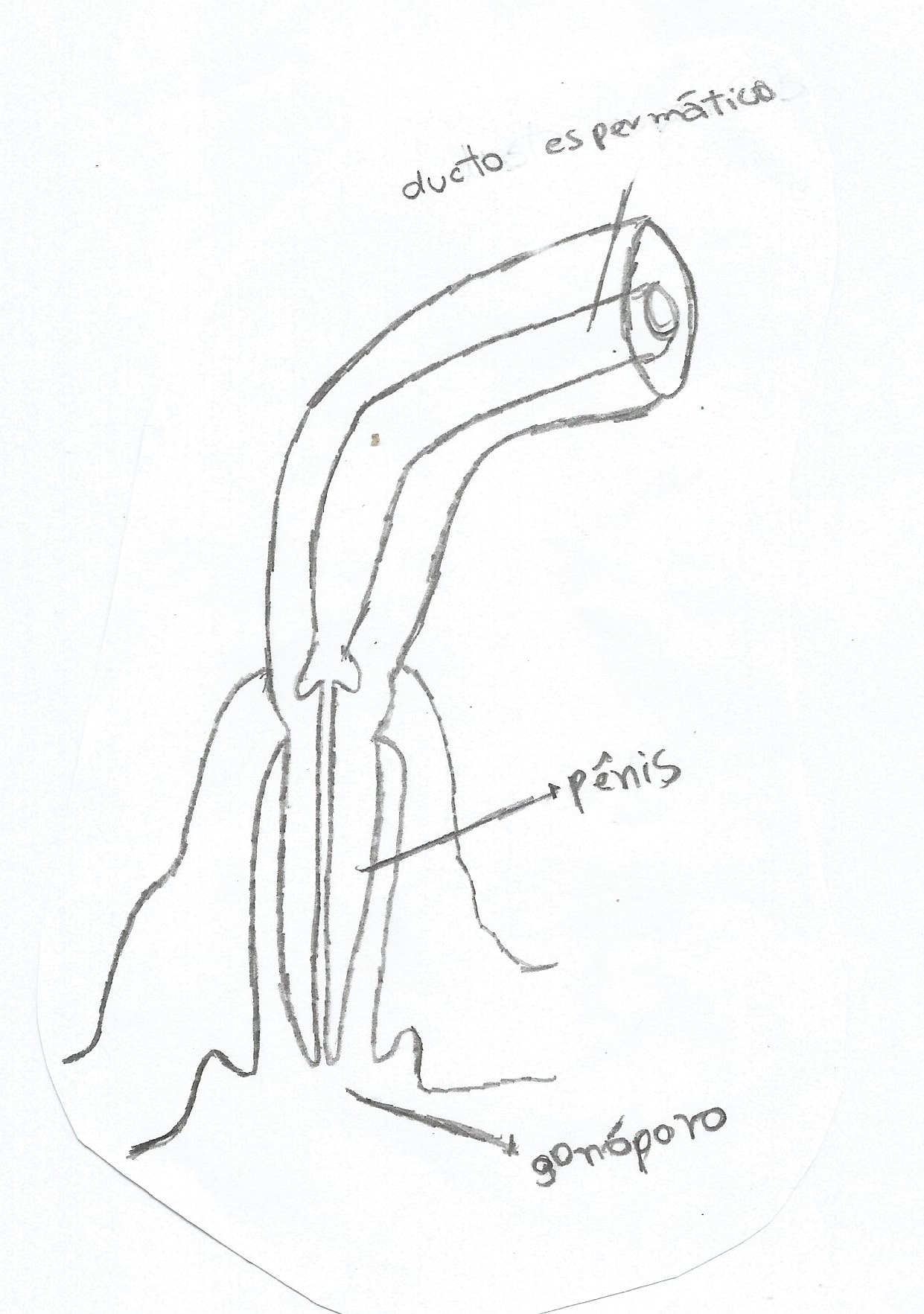
Pênis da minhoca lumbriculídea Rhynchelmis, modificado de Barnes (1990).

A copulação é a regra nos oligoquetas e ocorre transferência mútua de espermatozoides. Além disso, se reproduzem de modo mais ou menos contínuo, ao contrário da reprodução intermitente, da maioria dos poliquetas. Durante a mesma, as superfícies ventrais anteriores  de um par de vermes entram em contato: a parte anterior de um verme dirigida para a parte posterior do outro. Na maioria dos oligoquetas, com exceção dos lumbricídeos, os poros genitais masculinos de um verme se justapõem diretamente aos receptáculos seminais um do outro. Os dois vermes são mantidos em posição por um revestimento mucoso comum, secretado pelo clitelo; eles podem também permanecer fixos e unidos, graças à ação de cerdas genitais. Estas últimas localizam-se ventralmente em segmentos modificados, geralmente situadas na região do gonóporo masculino, ou das espermatecas.

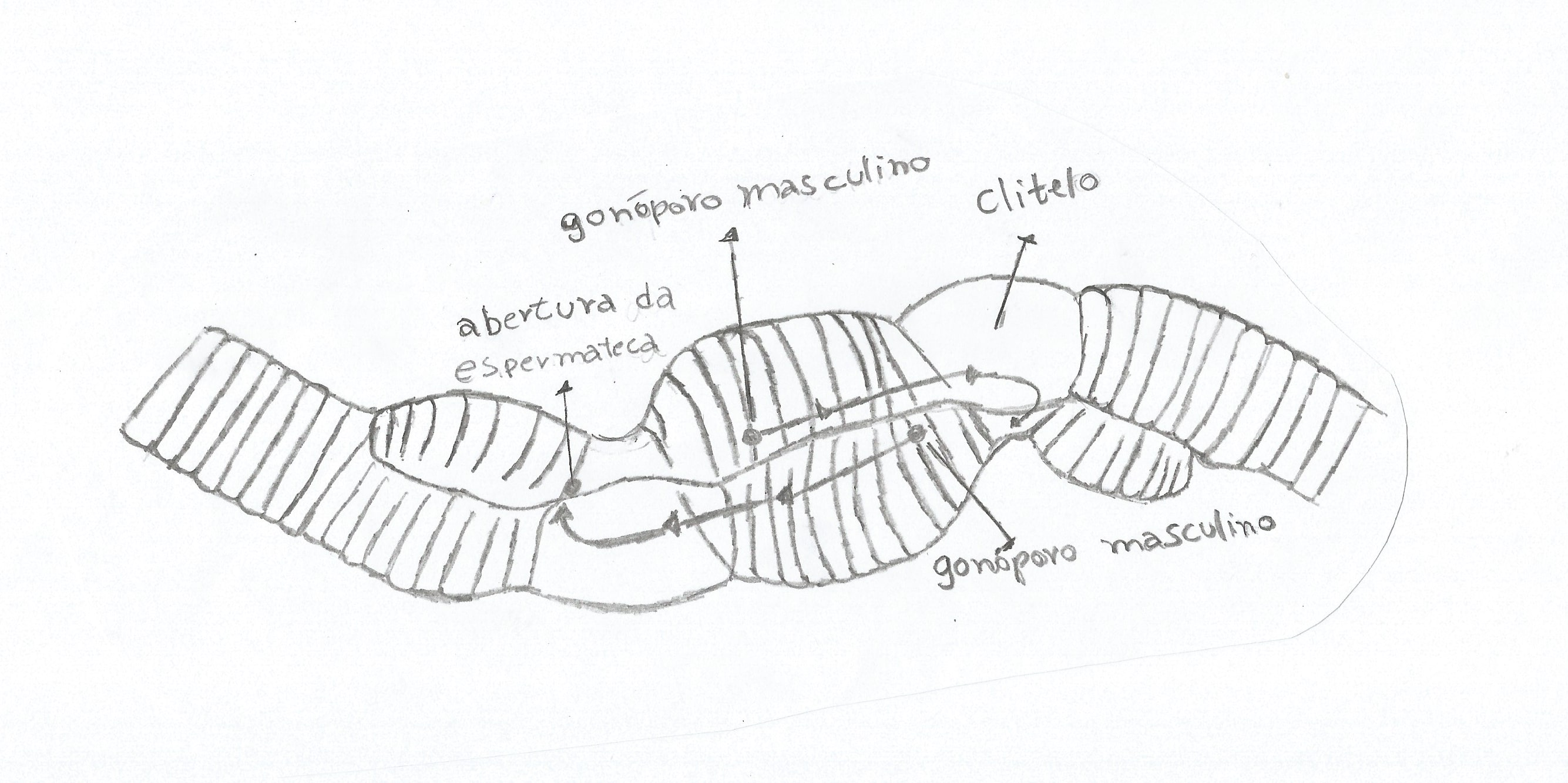
Copulação (as setas indicam o caminho seguido pelos espermatozoides, desde os gonóporos masculinos, até as aberturas das espermatecas) por transmissão indireta de espermatozoides, da minhoca Eisenia foetida, modificado de Barnes (1990).

Obtém-se uma fixação adicional quando as bordas, ou lábios elevados do poro masculinos, ou o átrio, ou o pênis evertido, se inserem na abertura do receptáculo seminal. A transmissão de espermatozoides ao interior de um par de espermatecas, na minhoca Pheretima communissima, dura mais de uma hora e meia, se repete em cada um dos outros dois pares de receptáculos.

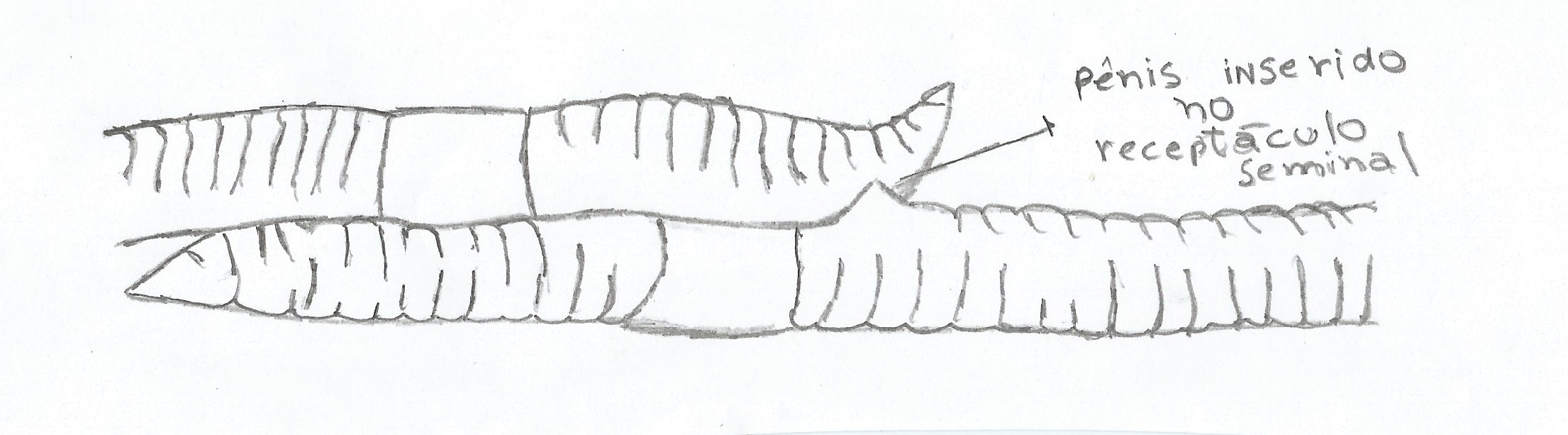
Copulação por transmissão direta de espermatozoides, na minhoca Pheretima communissima, modificado de Barnes (1990).

Nos lumbricídeos, os poros genitais masculinos não se justapõem às espermatecas durante a copulação, de maneira que os espermatozoides devem percorrer uma distância considerável, de uma abertura a outra. Durante a copulação, o clitelo de um verme fixa-se aos segmentos que contêm as espermatecas do verme oposto, valendo-se, para isso, de um tubo de muco adesivo e das cerdas genitais. Tais cerdas, situadas no clitelo, perfuram a parede do corpo do outro verme; as cerdas próximas às espermatecas atuam como clásperes. A região situada entre os dois clitelos está fixa também, porém menos rigidanente, apesar de cada verme estar coberto por um tubo de muco. Em relação à transmissão dos espermatozoides, alguns músculos da parede do corpo dos segmentos posteriores aos gonóporos masculinos contraem-se e forma-se um par de sulco espermáticos ventrais, que se prolongam em direção posterior, até o clitelo. Em virtude dos sulcos estrarem protegidos graças aos envoltório do tubo do muco, os espermatozoides realmente passam por um conduto fechado.
O movimento dos espermatozoides pelo sulco espermático ocorre graças a uma maior contração dos músculos que produzem o sulco. Forma-se, assim, uma pequena depressão que percorre o comprimento do sulco, levando pequenas quantidades de sêmen. Quando o sêmen alcança a região do clitelo, ele se dirige até o outro verme e penetra nas espermatecas. Obviamente, o tubo mucoso deve ser incompleto nesta região. A emissão de espermatozoides pode ou não ser simultânea, em ambos os membros do par em copulação.

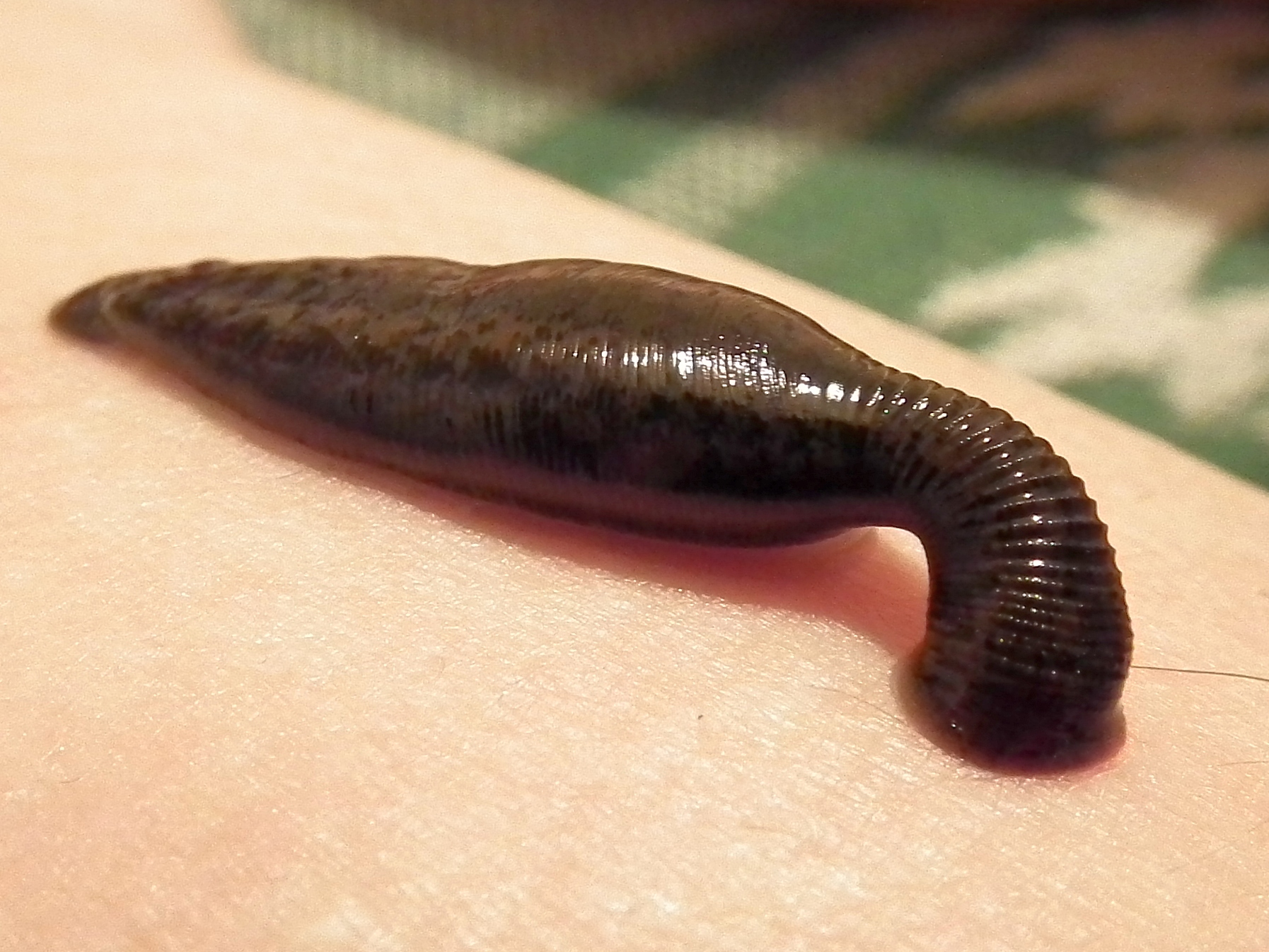
Indivíduo da classe Hirudinia. (Autor: GlebK).

##### Subclasse Hirudinea
Todas as sanguessugas são hermafroditas (sequenciais protândricos), com gônadas bem definidas e dutos de posição relativamente fixa. Além disso, não se reproduzem assexuadamente, nem podem regenerar partes. Os ovários se encontram à frente dos testículos, mas a posição dos gonóporos está invertida. O único gonóporo masculino mediano localiza-se no lado ventral do segmento X, imediatamente em frente ao único gonóporo feminino, no segmento XI. A cavidade de cada ovário e de cada testículo representa uma parte especializada do celoma.
Quatro a muitos pares de testículos esféricos estão dispostos segmentarmente, começando do segmento XII ou XIII. Um curto ducto eferente une cada testículo a um ducto deferente, que corre em direção anterior, em cada lado do corpo. Diante do primeiro par de testículos, cada ducto deferente se alarga ou se enrola, para formar um epidídimo. De cada vesícula, parte um ducto ejaculatório, que se esvazia em um átrio mediano e único, que se comunica com o exterior, por meio do gonóporo masculino.

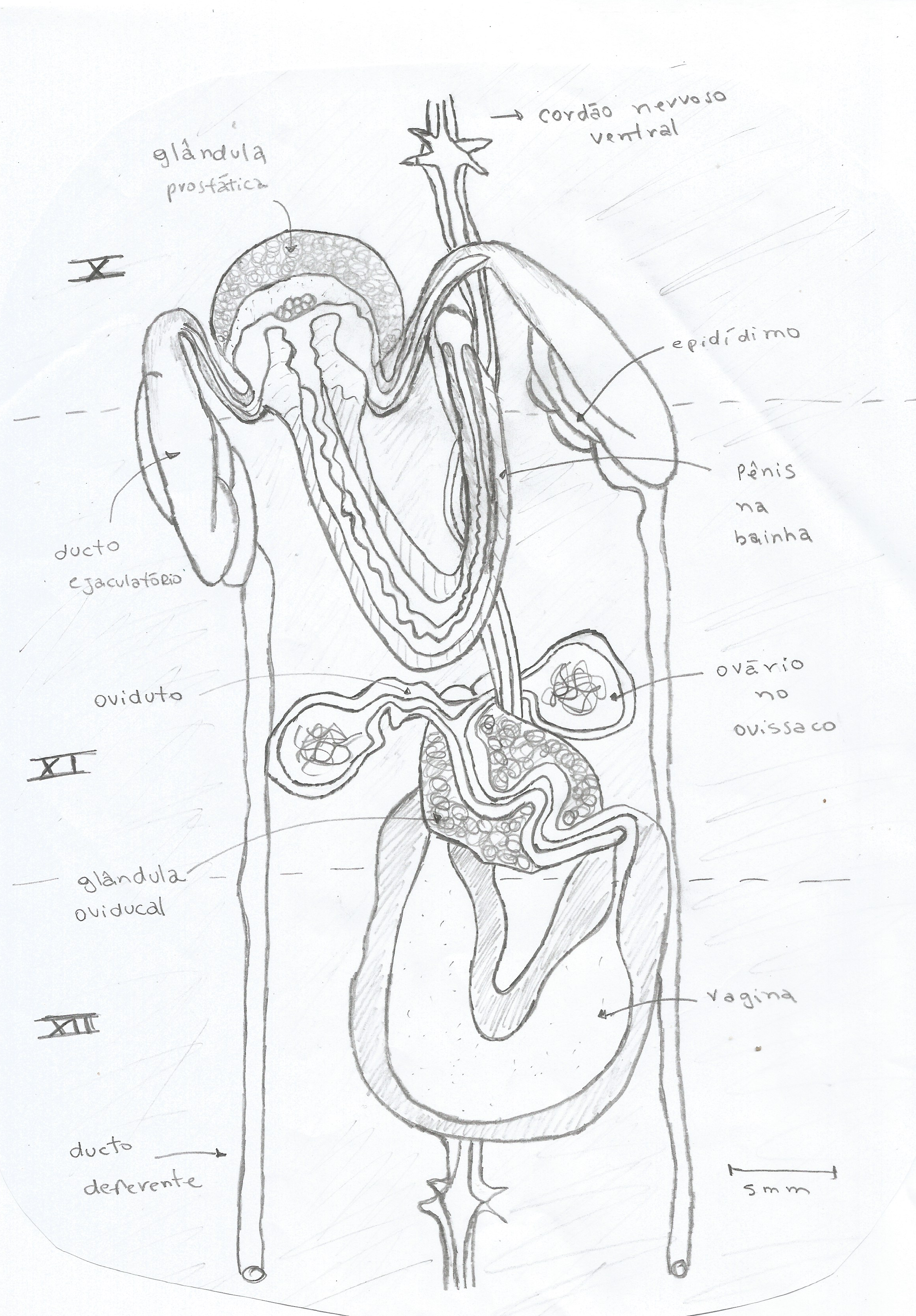
Órgãos reprodutores de Hirudo. Os testículos estão associados ao ducto deferente, em segmentos posteriores, modificado de Barnes (1990).

O átrio, altamente muscular, está rodeado de células glandulares, que abrem na sua luz. O átrio dos erpobdelídeos e da maioria dos glossifoniídeos e piscicolídeos não é eversível e não atua como pênis; trata-se, na verdade, de uma câmara para a formação e expulsão  de um espermatóforo, cuja forma varia com a do átrio, mas consta sempre de dois feixes de espermatozoides, um de cada ducto ejaculatório, fundidos em diversos graus. Nos hirudinídeos, o átrio é mais complexo e sua parede distal pode sofrer eversão, através do gonóporo, para formar um pênis. As glândulas proximais recebem o nome de próstata; não se formam espermatóforos. 
Nas sanguessugas, a espermatogênese ocorre principalmente na luz dos testículos, tal como se observa no celoma de outros anelídeos.

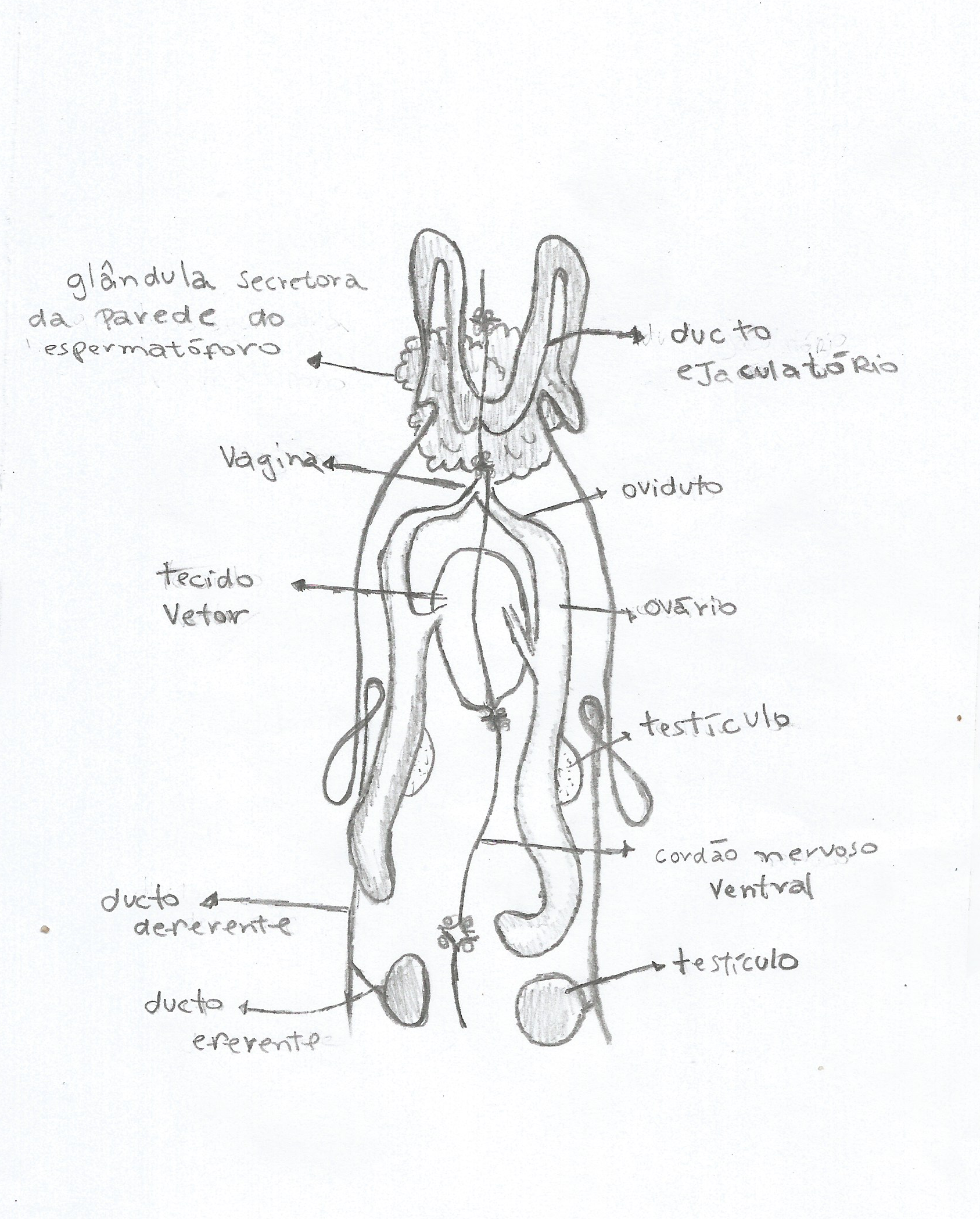
Sistema reprodutor de Piscicola geometra, modificado de Barnes (1990).

Os ovários são sempre limitados a apenas um par, localizados entre o par mais anterior de testículos e o átrio masculino. Cada ovário é uma massa de tecido germinativo ou, às vezes, muitas massas, encerradas dentro de um ovissaco. A cavidade do ovissaco é derivada do celoma. Cada ovissaco é geralmente alongado, às vezes dobrado para frente sobre si mesmo. De cada ovissaco, entende-se um curto oviduto em direção anterior, que se une com o do lado oposto, para formar uma vagina, a qual se abre pelo gonóporo feminino, na superfície ventral do segmento XI. Os óvulos abandonam o ovário como oócitos e a maturação se completa no líquido do ovissaco.

###### Cópula e liberação dos gametas

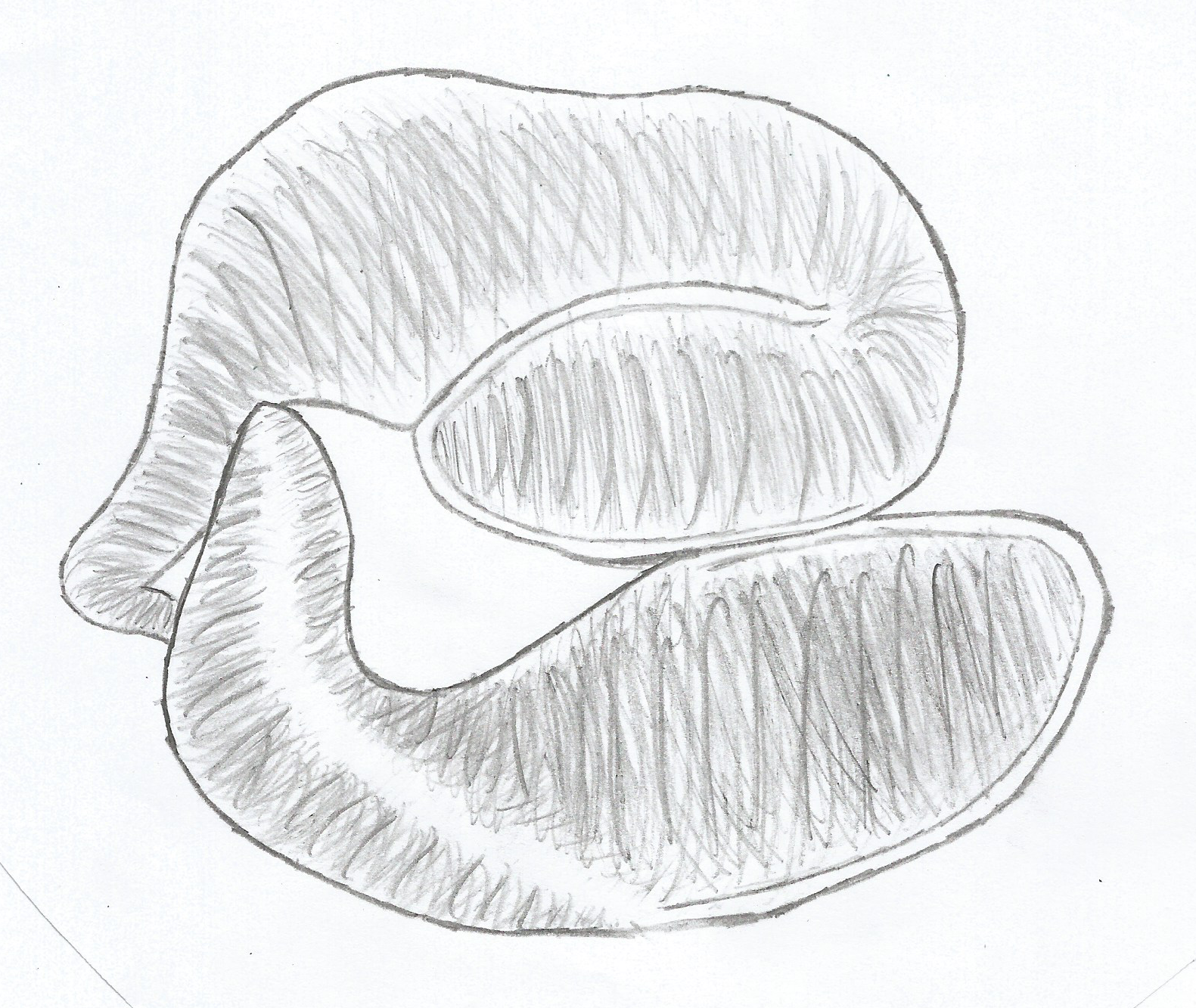
Duas sanguessugas Hirudinaria sp. (Arhynchobdellida) em cópula, modificado de Fransozo & Negreiros-Fransozo (2016).

A transferência de espermatozoides nos hirudinídeos, a maioria dos quais possui um pênis, é análoga à transmissão direta de espermatozoides nas minhocas. As superfícies ventrais das regiões clitelares de um par em cópula se unem, com a parte anterior de um verme dirigida parte posterior do outro; desta maneira, o gonóporo masculino de um verme se justapõe ao gonóporo feminino do outro. O pênis evertido penetra no gonóporo feminino e os espermatozoides são introduzidos na vagina, a qual provavelmente também atua como centro de armazenamento.
A transferência de espermatozoides na maioria dos glossifoniídeos, piscicolídeos e erpobdelídeos, todos os quais não possuem pênis, se dá por impregnação hipodérmica. Os dois vermes que copulam se entrelaçam mutuamente e se seguram por suas ventosas anteriores. As regiões clitelares ventrais se encontram em justaposição e mediante a contração muscular do átrio, um espermatóforo é expulso de um verme e penetra no tegumento de outro. O local de penetração é geralmente a região clitelar, mas os espermatóforos podem ser inseridos a alguma distância da mesma. Logo que a cabeça do espermatóforo penetra o tegumento, talvez por uma combinação de pressão de expulsão e de uma ação citolítica por parte do próprio espermatóforo, os espermatozoides são lançados nos tecidos. Um vez liberados dos espermatóforos, os espermatozóides são levados até os ovários pelas lacunas celomáticas. Existem, entretanto, algumas sanguessugas de peixes, nos quais os espermatóforos penetram por punção, em uma área copulatória especial. Um tecido especial, chamado tecido vetor, está situado abaixo da área copulatória e se liga aos ovissacos. Esse tecido vetor age como via para os espermatozoides, que se deslocam aos ovissacos, onde ocorre a fecundação.

### Filo Entoprocta
A maioria dos entoproctos é hermafrodita e muito são protândricos. As formas coloniais podem ter zooides hermafroditas ou gonocorísticos. Um ou dois pares de gônadas estão situados logo abaixo da superfície do átrio. Gonodutos curtos se estendem-se até um poro comum, que se abre para o átrio (que serve como câmara de incubação).

### Filo Cycliophora
O complexo ciclo de vida dos ciclióforos é único e apresenta gerações sexuadas e assexuadas (metagênese). Este ciclo jamais foi completamente observado em laboratório e, portanto, alguns passos são hipotéticos. Há machos e fêmeas, o que pode indicar gonocorismo.

### Filo Gnathostomulida
Os Gnathostomulida são caracterizados, principalmente, por indivíduos hermafroditas simultâneos e protândricos, embora, mais raramente, machos e fêmeas possam ser encontrados. O sistema reprodutor feminino geralmente tem um ovário dorsal e um receptáculo seminal, enquanto o sistema reprodutor masculino apresenta até dois testículos e, quase sempre, um pênis.

### Filo Micrognathozoa
Acredita-se que as fêmeas do filo Micrognathozoa se reproduzam por partenogênese, pois os machos nunca foram encontrados, o que pode indicar a presença de gonocorismo. O sistema reprodutor é bastante simples, composto apenas por ovários pareados.

### Filo Rotifera
A maioria dos rotíferos é gonocorística.

### Filo Phoronida
Os foronídos têm espécies gonocorísticas e hermafroditas conhecidas, e, nesse último caso, algumas são hermafroditas simultâneas. Nas espécies hermafroditas, ocorre fecundação cruzada.

### Filo Bryozoa
As colônias de briozoários são hermafroditas e algumas espécies podem produzir espermatozóides e ovócitos no mesmo zooide (por exemplo, Membranipora). Em geral, os ovários, muito difusos, originam-se da placas transitórias do peritônio, na parede do cistídio. Os testículos, geralmente, se formam no funículo.

### Filo Brachiopoda
A maioria dos braquiópodes é gonocorística, e seus gametas desenvolvem-se a partir de placas de tecido gonadal transitório, derivado do epitélio celômico da metacele.

### Filo Nematoda
A maioria dos nematódeos é gonocorística. Ocorre o hermafroditismo em algumas espécies, com a produção tanto de oócitos, quanto de  espermatozoides, apresentando uma capacidade reprodutiva bastante elevada. 

### Filo Nematomorpha
Os nematomorfos são gonocorísticos.

### Filo Kinorhyncha
Os quinorrincos são gonocorísticos e têm um sistema reprodutivo relativamente simples.

### Filo Priapulida
Os priapulídeos são gonocorísticos.

### Filo Loricifera
Os loricíferos são gonocorísticos, embora uma espécie recém-descrita (Rugiloricus renaudae) seja hermafrodita.

### Filo Tardigrada
Muitos tardígrados são gonocorísticos, e os dois sexos têm uma única gônada saculiforme, situada acima do trato digestivo. Porém não raro são observadas espécies hermafroditas.

### Filo Onychophora
Com exceção de espécies partenogênicas, todos os onicóforos são gonocorísticos.

### Filo Arthropoda
Quase todos os artrópodes são gonocorísticos, e a maioria faz algum tipo de cruzamento formal.

#### Subfilo Chelicerata

##### Classe Pycnogonida
Os picnogonídeos são dioicos.

##### Classe Euchelicerata
Os euquelicerados são gonocorísticos.

#### Subfilo Myriapoda
Os miriápodes são gonocorísticos.

#### Subfilo Crustacea
A maioria dos crustáceos é dioica, mas as cracas e alguns membros de outros grupos são hermafroditas. Exemplos de crustáceos hermafroditas simultâneos são os Cephalocarida, cracas Thoracica (Maxillopoda, Cirripedia), Notostraca e Diplostraca (Branchiopoda), e algumas espécies de Decapoda (Malacostraca).

##### Classe Remipedia
Por ser um grupo recentemente identificado e com difícil obtenção, pouco se conhece sobre o aparato reprodutor e o desenvolvimento de Remipedia, sendo encontradas contradições na literatura pertinente. Sabe-se que são hermafroditas simultâneos, ou seja, têm ambos os aparatos reprodutores funcionais, com os gonóporos femininos e masculinos localizados no 7° e 14° segmentos do tronco, respectivamente.

##### Classe Cephalocarida
Os cefalocáridos são hermafroditas simultâneos, com provável capacidade de autofecundação. Os ovários e testículos compartilham um ducto e um gonóporo comum, localizado nos protopoditos do sexto par de toracópodes. Os espermatozoides não apresentam flagelo, no entanto não há evidências de formação de espermatóforos. Propõe-se que o endopodido diferenciado do sétimo toracópode seja um órgão copulatório.

##### Classe Branchiopoda
Em geral, os branquiódes são gonocóricos, embora Triops e Lepidurus (notóstracos), ocasionalmente, possam ter gônada hermafrodita.

##### Classe Ostracoda
Os Ostracoda, em sua maioria, são dioicos.

##### Classe Maxillopoda
Os Maxillopoda apresentam reprodução sexuada e são dioicos. Alguns são hermafroditas.

##### Classe Malacostraca
Os Malacostraca são gonocóricos. Alguns são hermafroditas.

#### Subfilo Hexapoda
Os hexápodes são dioicos.

### Filo Echinodermata
A maioria dos equinodermos é gonocorística, mas também existem espécies hermafroditas, entre os asteroides, holoturoides e especialmente, entre os ofiuroides. Os ofiuroides têm uma ou muitas gônadas ligadas ao lado peritoneal de cada bursa, adjacentes às fendas bursais.